# Cuba le canta a Serrat
 (septembre 2017).
Si vous disposez d'ouvrages ou d'articles de référence ou si vous connaissez des sites web de qualité traitant du thème abordé ici, merci de compléter l'article en donnant les références utiles à sa vérifiabilité et en les liant à la section « Notes et références ».
Cuba le canta a Serrat est une compilation de reprises de chansons de l'auteur-compositeur-interprète espagnol Joan Manuel Serrat par de grands artistes de la musique cubaine.
Il s'agit de deux double-albums constituant un hommage de la chanson cubaine à Serrat, ce dernier étant un artiste reconnu et populaire en Amérique latine. La première édition est d'ailleurs sous-titrée « Un tributo único de grandes artistas cubanos a Serrat » (en français : Un hommage unique de grands artistes cubains à Serrat).
Le premier opus sort en 2005, le second, deux ans plus tard, en 2007. 2007 voit également la parution d'une édition conjointe des quatre disques incluant un DVD documentaire.

## Cuba le canta a Serrat, volume 1(2005)
Albums de collectif d'artistes
(voir la liste des titres)
Serrat, eres único (volume 2)
(2005) Per al meu amic Serrat
(2006)
Cette première édition de Cuba le canta a Serrat se présente sous la forme d'un double CD et est publiée en 2005.
Dans une édition ultérieure est inclus un DVD contenant un documentaire avec des images des musiciens qui chantent en hommage à Joan Manuel Serrat et des scènes de Cuba.
Cuba le canta a Serrat est nommé aux Latin Grammy Award comme « meilleur album tropical contemporain » dans l'édition 2005.
Il se vend à 100 000 exemplaires.

### Liste des titres
Toutes les chansons sont écrites et composées par Joan Manuel Serrat.
| 1.  | Tarrés                             | Pancho Amat et El Cabildo del Son    | 3:35 |
| 2.  | Por dignidad                       | Omara Portuondo                      | 3:45 |
| 3.  | No hago otra cosa que pensar en ti | Orquesta Aragón                      | 4:12 |
| 4.  | Como un gorrión                    | Grupo Compay Segundo                 | 4:36 |
| 5.  | Toca madera                        | Vania y Tata Güines                  | 5:51 |
| 6.  | Te guste o no                      | Ibrahim Ferrer                       | 3:52 |
| 7.  | Menos tu vientre                   | Silvio Rodríguez                     | 1:47 |
| 8.  | Para la libertad                   | Aceituna sin hueso                   | 3:21 |
| 9.  | Lucía                              | Haila                                | 5:11 |
| 10. | Señora                             | David Calzado y su Charanga Habanera | 4:10 |
| 11. | Mediterráneo                       | Frank Fernández                      | 6:47 |

| 1.  | Mensaje de amor de curso legal   | Pablo Milanés                   | 4:32 |
| 2.  | Paraules d'amor                  | Chucho Valdés                   | 4:21 |
| 3.  | La mujer que yo quiero           | Pupy y Los que Son, Son         | 3:33 |
| 4.  | Cantares                         | Trio Taicuba (avec Tata Güines) | 3:53 |
| 5.  | Aquellas pequeñas cosas          | Somos amigos                    | 6:11 |
| 6.  | Me gusta todo de ti (pero tú no) | Pío Leyva                       | 6:03 |
| 7.  | Tu nombre me sabe a hierba       | Leyanis López                   | 3:34 |
| 8.  | Hoy puede ser un gran día        | La Familia Valera Miranda       | 4:56 |
| 9.  | Desamor                          | David Álvarez y Juego de Manos  | 5:38 |
| 10. | Penélope                         | Bamboleo                        | 4:06 |

## Cuba le canta a Serrat, volume 2(2007)
Albums de collectif d'artistes
(voir la liste des titres)
Per al meu amic Serrat
(2006) Hijo de la luz y de la sombra
(2009)
Après le succès de la première édition, et avant les demandes d'autres musiciens cubains de rendre hommage à Joan Manuel Serrat, la maison de disques projette une deuxième partie qui est éditée en 2007.

### Liste des titres
Toutes les chansons sont écrites et composées par Joan Manuel Serrat.
| 1.  | ...de cartón piedra         | "Aguaje" Ramos, "Cachaíto" López et "Guajiro" Mirabal de Buena Vista Social Club et Manuel "Galbán" Torralba | 6:31 |
| 2.  | Bienaventurados             | Osdalgia Lesmes                                                                                              | 3:44 |
| 3.  | Disculpe el señor           | Buena fe | 3:32 |
| 4.  | Cada loco con su tema       | Carlos Varela                                                                                                | 6:24 |
| 5.  | Querida                     | Grupo Polo Montañez                                                                                          | 3:39 |
| 6.  | Esos locos bajitos          | Orquesta Femenina Anacaona                                                                                   | 4:33 |
| 7.  | Para vivir                  | José Luis Cortés et NG La Banda                                                                              | 4:43 |
| 8.  | Que va a ser de ti          | Tata Güines et Coco Freeman                                                                                  | 4:59 |
| 9.  | Paraules d'amor             | Liuba María Hevia                                                                                            | 4:41 |
| 10. | Mírame y no me toques       | Tres de La Habana y su grupo                                                                                 | 4:47 |
| 11. | Mi niñez                    | Manolito Simonet y su trabuco                                                                                | 6:09 |
| 12. | Si la muerte pisa mi huerto | Los Van Van                                                                                                  | 4:58 |

| 1.  | Mediterráneo             | Santiago Feliú                       | 3:19 |
| 2.  | Nanas de la cebolla      | Síntesis                             | 6:07 |
| 3.  | La saeta                 | Equis Alfonso                        | 2:48 |
| 4.  | Sombras de la China      | Polito Ibáñez                        | 4:55 |
| 5.  | Vagabundear              | Septeto Nacional Ignacio Piñeiro     | 4:09 |
| 6.  | De vez en cuando la vida | Adalberto Álvarez y su Son           | 5:28 |
| 7.  | Secreta mujer            | Lissy Álvarez                        | 3:48 |
| 8.  | Es caprichoso el azar    | Amaury Pérez                         | 4:21 |
| 9.  | Habanera                 | Barbarito Torres y su Piquete Cubano | 4:17 |
| 10. | Piel de manzana          | Charanga latina                      | 5:27 |
| 11. | No me importa            | Grupo Sierra Maestra                 | 3:20 |
| 12. | Y el amor                | José María Vitier                    | 4:50 |